# Oligotoma hova
Oligotoma hova är en insektsart som först beskrevs av Henri Saussure 1896.  Oligotoma hova ingår i släktet Oligotoma och familjen Oligotomidae.
Artens utbredningsområde är Madagaskar. Inga underarter finns listade i Catalogue of Life.